# Eugène Manet à l'île de Wight
Eugène Manet à l'île de Wight est un tableau de Berthe Morisot réalisé en 1875.
Cette peinture à l'huile sur toile de 38 × 46 cm est conservée au musée Marmottan Monet, à Paris depuis 1993 par le legs d'Annie Rouard.
Réalisé pendant leur voyage de noces, le tableau montre son mari Eugène Manet regarder par la fenêtre, son jardin et plus lointainement les bateaux alignés le long d'un quai du port de l'île de Wight.